# جودي كلاين
جودي كلاين (بالإنجليزية: Judy Klein)‏ هي ملحنة أمريكية، ولدت في 1943.